# Dragonja (priimek)
Dragonja' je priimek več znanih ljudi:
- Matej Dragonja (1674—1750), kronist
- Metod Dragonja (*1954), politik in gospodarstvenik
- Ciril Dragonja, ekonomist, ??